# Mense Maio
Mense Maio est une encyclique du pape Paul VI promulguée le 29 avril 1965, qui met l'accent sur la Vierge Marie, à laquelle le mois de mai est traditionnellement dédié en tant que Mère de Dieu. Il s'agit d'un appel à prier pour la paix dans le monde au cours du mois de mai. « L'urgence pastorale dans la lutte politique contre le communisme a été la cause sous-jacente de la rédaction de la lettre."
Paul VI écrit : « Puisque Marie doit être considérée à juste titre comme la voie par laquelle nous sommes conduits au Christ, la personne qui rencontre Marie ne peut pas ne pas rencontrer également le Christ. ».

## Mater Ecclesiae
Publié au milieu du concile Vatican II, le pape Paul invoque d'abord Marie comme « Mère de l'Église », pour guider et faire prospérer les délibérations des pères du concile et la mise en œuvre ultérieure des résultats. Le pape confère officiellement le titre (utilisé pour la première fois par Ambroise de Milan), quelques mois auparavant, lors de la Fête de la Présentation de Marie en novembre 1964, à la fin de la troisième session,.

## Menaces pour la paix
Paul VI exprime ensuite son inquiétude quant à l'état des affaires internationales et encourage les dirigeants du monde à rechercher des solutions diplomatiques plutôt que de recourir à la guerre. Il condamne en particulier « ...les guerres secrètes et perfides, les activités terroristes, les prises d'otages et les représailles sauvages contre des personnes désarmées. Ce sont des crimes qui affaiblissent la conscience de l'homme de ce qui est juste et humain, et qui aigrissent encore plus le cœur des combattants."
Il demande des prières spéciales « pour l'intercession et la protection de la Bienheureuse Vierge Marie, qui est la Reine de la paix “ pendant le mois de mai, en particulier le Rosaire et aussi particulièrement la Fête de Marie Reine (à l'époque célébrée le 31 mai). « Qu'elle éclaire l'esprit de ceux qui gouvernent les nations. Et enfin, qu'elle obtienne de Dieu, qui gouverne les vents et les tempêtes, qu'il apaise les tempêtes dans les cœurs belliqueux des hommes et qu'il nous accorde la paix en notre temps."